# Cees Nooteboom
Cornelis Johannes Jacobus Maria "Cees" Nooteboom, född 31 juli 1933 i Haag, är en nederländsk författare och journalist. Han har främst skrivit romaner och reseskildringar.

## Biografi
Cees Nootebooms far dog i ett bombanfall 1945. Modern gifte om sig, och han sändes till augustiska och franciskanska klosterskolor, inskrevs vid gymnasiet, men tog aldrig studenten. I stället begav han sig på resor i Europa, vilket ligger till grund för flera av hans romaner och andra litterära verk. För att försörja sig tog han anställning på en bank. Han debuterade 1954 med romanen Philip och de andra, för vilken han belönades med Anne Frank-priset. Efter framgångarna med sin första roman tog han arbete som sjöman och hamnade i Surinam, och var mycket produktiv som författare med flera nya romaner, ända tills han skrivit romanen De ridder is gestorven ("Riddaren är död") 1963, vilken innebar en skönlitterär kris varefter han under lång tid mestadels skrev reseskildringar och andra slags verk.
Efter att ha författat flera verk bosatte sig Nooteboom i Berlin, Spanien och Haag. 1967 blev han redaktör för resetidskriften Avenue, en av Nederländernas största tidskrifter. Där kunde han kombinera sitt intresse för litteratur med resor och samtidigt vaknade ett politiskt medvetande. Han översatte flera utländska poeter till nederländska, och blev samtidigt en ivrig förespråkare för idéerna bakom EU, inte av ekonomiska skäl, utan för att rusta inför de kulturella svårigheter han menar präglar Europa, och nämner i sammanhanget Pim Fortuyn, Theo Van Gogh, och karikatyrerna av Muhammed.
1980 började Nooteboom skriva romaner igen, med Ritualer, vilken blev en större framgång och senare filmatiserades.
År 2008 utnämndes han till hedersdoktor vid Freie Universität Berlin.

## Författarskap
Cees Nootebooms skönlitteratur handlar ofta om resor, och återkommande finns munkar i hans berättelser. Den klassiska litteratur som han fick sig till livs under klosteråren skymtar ofta i hans egna verk. Han arbetar mycket intertextuellt med flera allusioner och omarbetningar av klassiker, som John Miltons Det förlorade paradiset som ligger till grund för romanen Paradiset förlorat.
I sina senare reseskildringar samarbetar han ofta med fotografen Simone Sassen, däribland i Omvägar till Santiago.
Till svenska har han översatts av Per Holmer, Ingrid Wikén Bonde, Signe Zeilich-Jensen, Annika Johansson och Lasse Söderberg, och utges av Albert Bonniers förlag.

### Utgivet på svenska
- Ritualer (Rituelen) (översättning av Signe Zeilich-Jensen och Ingrid Wikén Bonde, Alba, 1988)
- I de nederländska bergen (In Nederland) (översättning av Signe Zeilich-Jensen, Alba, 1990)
- Följande historia (Het volgende verhaal) (översättning av Ingrid Wikén Bonde, Bonnier, 1994)
- En staty av frågor (urval och översättning: Lasse Söderberg, Ellerström, 1995)
- Omvägar till Santiago (De omweg naar Santiago) (översättning av Annika Johansson, Bonnier, 1999)
- Alla själars dag (Allerzielen) (översättning av Per Holmer, Bonnier, 2001)
- Philip och de andra (Philip en de anderen) (översättning och efterskrift av Per Holmer, Bonnier, 2003)
- Paradiset förlorat (Paradijs verloren) (översättning av Per Holmer, Bonnier, 2006)
- Ljus över allt  (Licht overal) Översättning: Per Holmer, Bokförlaget Edda 2019)

### Originaltitlar
- 1954 - Phillip en de anderen (roman, Querido)
- 1956 - De doden zoeken een huis (diktsamling, Querido)
- 1958 - De verliefde gevangene (novellsamling, Querido)
- 1959 - Koude gedichten (diktsamling, Querido)
- 1959 - De zwanen van de Theems (drama)
- 1960 - Het zwarte gedicht (diktsamling, Querido)
- 1961 - De koning is dood (roman, De Roos)
- 1963 - Een middag in Bruay (reseskildring)
- 1963 - De ridder is gestorven (roman, Querido)
- 1964 - Gesloten gedichten (diktsamling, De Bezige Bij)
- 1965 - Een nacht in Tunesië (reseskildring)
- 1968 - Een ochtend in Bahia (reseskildring)
- 1968 - De Parijse beroerte (reportage)
- 1970 - Gemaakte gedichten (diktsamling, De Bezige Bij)
- 1971 - Bitter Bolivia / Maanland Mali (reseskildring)
- 1978 - Open als een schelp - dicht als een steen (diktsamling, Arbeiderspers)
- 1978 - Een avond in Isfahan(reseskildring)
- 1980 - Rituelen (roman, Arbeiderspers)
- 1980 - Nooit gebouwd Nederland. 'want tussen droom en daad staan wetten in de weg en practische bezwaren...' (essä)
- 1981 - Voorbije passages, reisverhalen (reseskildring)
- 1981 - Een lied van schijn en wezen (roman, De Arbeiderspers)
- 1981 - Voorbije passages 2 (reseskildring)
- 1982 - Gyges en Kandaules. Een koningsdrama (drama)
- 1982 - Mokusei! (novellsamling, De Arbeiderspers)
- 1982 - Aas (diktsamling, Arbeiderspers)
- 1983 - Waar je gevallen bent, blijf je (reseskildring)
- 1984 - Vuurtijd, IJstijd. Gedichten 1955-1983 (diktsamling, Arbeiderspers)
- 1984 - In Nederland (roman, De Arbeiderspers)
- 1985 - De zucht naar het Westen (reseskildring)
- 1986 - De dichter en de dingen
- 1986 - De Boeddha achter de schutting. Aan de oever van de Chaophraya (novellsamling, Kwadraat)
- 1986 - Het Spaans van Spanje
- 1988 - De brief
- 1989 - De wereld een reiziger (reseskildring)
- 1989 - Het gezicht van het oog (diktsamling, Arbeiderspers)
- 1990 - Berlijnse notities (reseskildring, Singel - pockets)
- 1991 - Rollende stenen, getijde, met schilderijen van Jan van den Berg
- 1991 - Vreemd water (reseskildring, De Arbeiderspers)
- 1991 - Het volgende verhaal (boekenweekgeschenk, De Arbeiderspers)
- 1992 - De omweg naar Santiago (reseskildring)
- 1992 - Zurbaránk (reseskildring)
- 1993 - Groeneveld: herinneringen aan een landhuis in Baarn 1946-1966
- 1993 - De ontvoering van Europa (essä)
- 1993 - Zelfportret van een ander. Dromen van het eiland en de stad van vroeger, prozagedichten
- 1993 - De koning van Suriname (reseskildring)
- 1995 - Van de lente de dauw. Oosterse reizen (reseskildring, De Arbeiderspers)
- 1997 - De koning van Suriname (reseskildring)
- 1997 - De filosoof zonder ogen : Europese reizen (reseskildring)
- 1997 - Terugkeer naar Berlijn (reseskildring)
- 1998 - Allerzielen (roman, Atlas)
- 1999 - Zo kon het zijn (diktsamling, Atlas)
- 2000 - Bitterzoet, honderd gedichten van vroeger en zeventien nieuwe (diktsamling, De Arbeiderspers)
- 2002 - Nootebooms Hotel
- 2004 - Paradijs Verloren (roman, Atlas)
- 2005 - Het geluid van Zijn naam. Reizen door de Islamitische wereld
- 2005 - De slapende goden | Sueños y otras mentiras (en livre de peintre med litografier av Jürgen Partenheimer, Ergo Pers)
- 2007 - Tumbas. Graven van dichters en denkers (med foton av Simone Sassen)
- 2007 - Rode Regen
- 2008 - Verleden als eigenschap. Kronieken 1961-1968 gekozen en ingeleid door Arjan Peters
- 2009 - 's Nachts komen de vossen